# NGC 549
NGC 549 je galaksija u zviježđu Kipar.

## Vanjske poveznice
- SEDS: NGC 0549